# Museo ducale
Il Museo Ducale di Gotha, situato nel parco del palazzo a sud di fronte al Castello Friedenstein, è un edificio neorinascimentale, del XIX secolo, adibito a museo. Dalla sua riapertura, nel 2013, ha esposto la collezione d'arte dei Duchi di Sassonia-Gotha con antichità egizie e greco-romane, pittura rinascimentale, arte dell'Asia orientale, della Cina e del Giappone, nonché sculture di epoche diverse. Un capolavoro della mostra è la Coppia Gotha, un dipinto del 1480.

## Storia

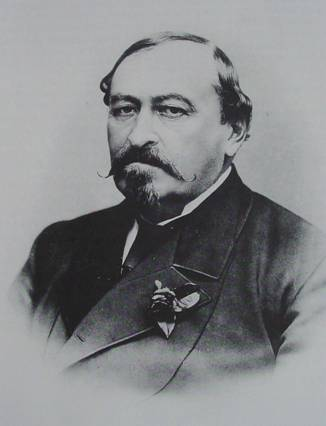
Il duca Ernesto II, fondatore del Museo ducale

### XIX secolo
La costante crescita delle Collezioni ducali al Castello di Friedenstein, che comprendeva una biblioteca, un gabinetto delle monete, un museo di scienze naturali, uno di arte, una galleria di immagini e una collezione di lastre di rame, ha dato origine a un nuovo edificio museale separato e rappresentativo. Nel 1863, il duca Ernesto II di Sassonia-Coburgo-Gotha commissionò la costruzione di un edificio, da destinare a museo, con l'approvazione del Landtag del ducato di Sassonia-Gotha, a condizione che fosse accessibile al pubblico con ingresso gratuito la domenica. Secondo la volontà del Duca, in futuro avrebbe dovuto includere tutte le raccolte tranne la biblioteca. Inizialmente, erano previsti circa 120.000 talleri per i costi di costruzione.
Nel 1864 l'architetto e consigliere edile viennese, Franz von Neumann il Vecchio (1815-1888), che era stato al servizio ducale dal 1839, fu incaricato della progettazione di un nuovo edificio che doveva essere costruito a sud del palazzo sul sito dell'ex orto ducale. Prevedendo un periodo di costruzione di quattro anni, Neumann determinò la somma (senza accessori interni) di 145.000 talleri. La costruzione iniziò nel giugno 1864. 

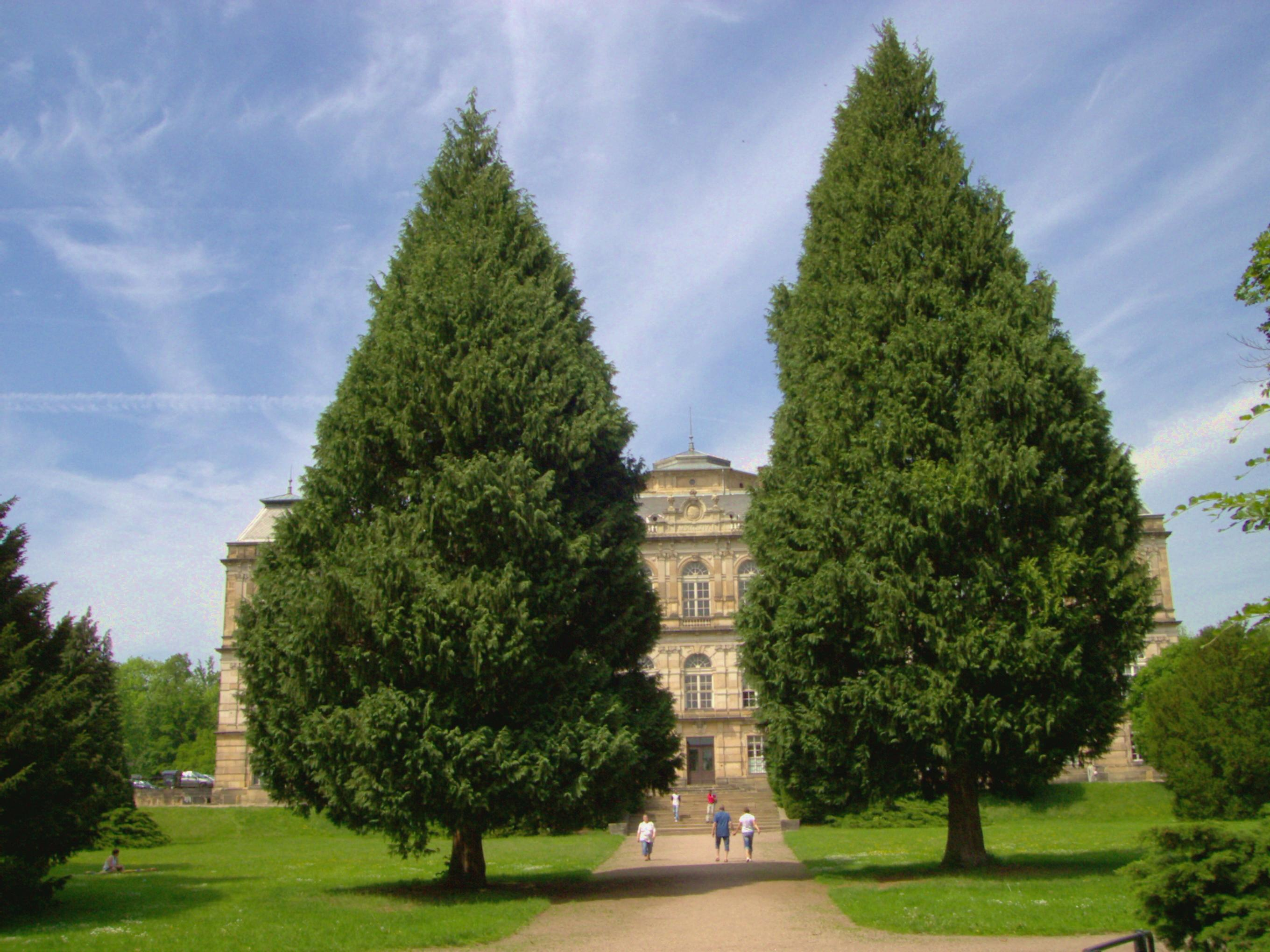
Il giardino dei pini stato creato nel 1869 come una naturale "continuazione" della collezione di storia naturale del museo

Durante la costruzione, venne avviata la realizzazione del cosiddetto giardino dei pini a sud dell'edificio, nel 1869. 
Partendo dall'ampia scalinata sulla terrazza sud del museo, il giardiniere gotico Oberhof Carl Theobald Eulefeld (1818-1877) creò un ampio sentiero che divideva l'area dell'ex orto in due metà e conduceva alla parte meridionale del giardino inglese con il grande stagno del parco. Nella primavera del 1872, vennero piantate circa 170 conifere, di oltre 40 diverse varietà, provenienti da tutto il mondo. La collezione dendrologica del giardino fu volutamente progettata come una naturale "continuazione" della collezione di storia naturale del museo e fu completata nel 1882.
Nel 1867, il finanziamento edilizio inadeguato dovette essere aumentato a 200.000 talleri con il consenso del parlamento statale. Nel 1870, i costi di costruzione di 400.000 talleri divennero evidenti, in particolare per completare l'interno, il che portò alla sospensione dei lavori di costruzione per quattro anni, nel novembre del 1870, a causa del finanziamento insufficiente. Dopo che l'architetto acconsentì a limitare l'edificio e il duca accettò di finanziare circa il 70 percento dei fondi mancanti e il Landtag il restante 30 percento, i lavori di costruzione ripresero nel maggio 1875. Quando le previsioni di spesa per gli interni furono nuovamente superate, all'inizio del 1878, al direttore della costruzione, Franz von Neumann, fu revocato l'incarico e la costruzione annullata. Il 17 aprile 1879, 15 anni dopo l'inizio della costruzione, la stessa fu finalmente completata. Ospitò il Kunstkabinett, il Chinesisches Kabinett, il Naturalienkabinett (lett. "gabinetto di storia naturale"), il Kupferstichkabinett, la Gemäldegalerie e la collezione di calchi in gesso.

### XX secolo
Alla fine della seconda guerra mondiale, le collezioni del Museo ducale subirono gravi perdite a causa dell'esternalizzazione, del saccheggio e della rimozione. Le restanti parti delle collezioni d'arte furono trasportate nell'Unione Sovietica, nel 1945, e, dopo il loro ritorno nel 1956, furono ospitate nel Castello di Friedenstein. Le raccolte di scienze naturali rimasero nell'edificio del museo e furono ampliate per includere l'inventario del Museo di storia naturale. Dopo la ristrutturazione dell'edificio, nell'agosto 1954, l'ex Museo ducale aprì il Museo biologico. Il più grande museo naturale della Turingia a quel tempo fu chiamato Museo di storia naturale e dal 1971 fu il Museo di storia nnaturale di Gotha.

### XXI secolo

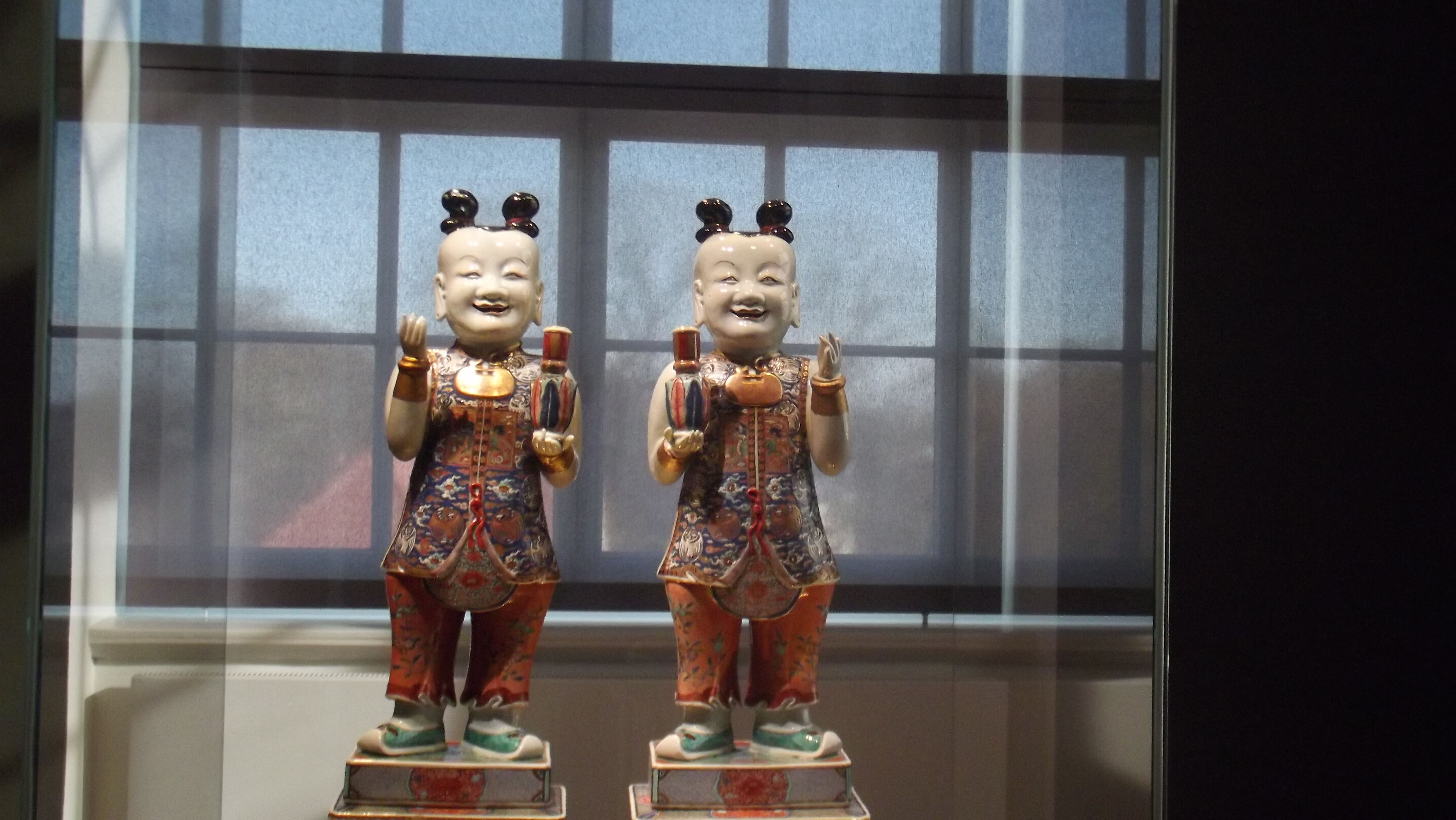
Mostra di porcellane asiatiche

Come parte di una riprogettazione del panorama museale di Gotha, l'edificio è stato chiuso nel 2010 e le collezioni di storia naturale sono state gradualmente trasferite nel castello di Friedenstein entro la fine del 2011. Dopo un rinnovamento fondamentale, del costo di nove milioni di euro, il Museo ducale, con 3000 metri quadrati di superficie espositiva, è stato riaperto nell'ottobre 2013. Tra i notevoli tesori vi sono una collezione egizia, considerata una delle principali del continente, numerose antichità, porcellane di Meissen e Asia, oggetti di lacca giapponese, sculture dal gotico al classicismo, tra cui una notevole collezione Houdon olandese e vecchi dipinti tedeschi come Gothaer Liebespaar e numerose opere di Lucas Cranach, nonché dipinti da Rubens a Caspar David Friedrich. Inoltre, vi è uno spazio per mostre temporanee dell'importante gabinetto per le incisioni su rame e un'area speciale per grandi mostre dei musei della fondazione.

### Direttori
- Carl Aldenhoven (1879-1890)
- Karl Purgold (1890-1934)
- Eberhard Schenk zu Schweinsberg (1934-1946)
- Bruno Voigt (1946-1954)
- Michel Hebecker (1986-1992)
- Rudolf Funk (1992)
- Klaus Roewer (1995-1997)
- Elisabeth Dobritzsch e Ulrich Mahlau (1997-1998)
- Klaus Roewer (1998-1999)
- Rainer Samietz e Ulrich Mahlau (1999-2001)
- Katharina Bechler (2004-2006)
- Ulrich Mahlau (2006-2007)
- Martin Eberle (2007-2018)

## Mostre
La mostra nel seminterrato comprende arte antica ed egizia, nonché modelli in sughero italiani di antichi edifici del XVIII secolo. La sala delle sculture e un'altra sala per mostre temporanee si trovano al piano terra. I dipinti sono esposti al piano superiore, con particolare attenzione alle opere dei maestri olandesi del rinascimento e di Lucas Cranach il Vecchio. Ospita anche le collezioni di arte dell'Asia orientale, che includono porcellane cinesi, lacche giapponesi e altro ancora. 

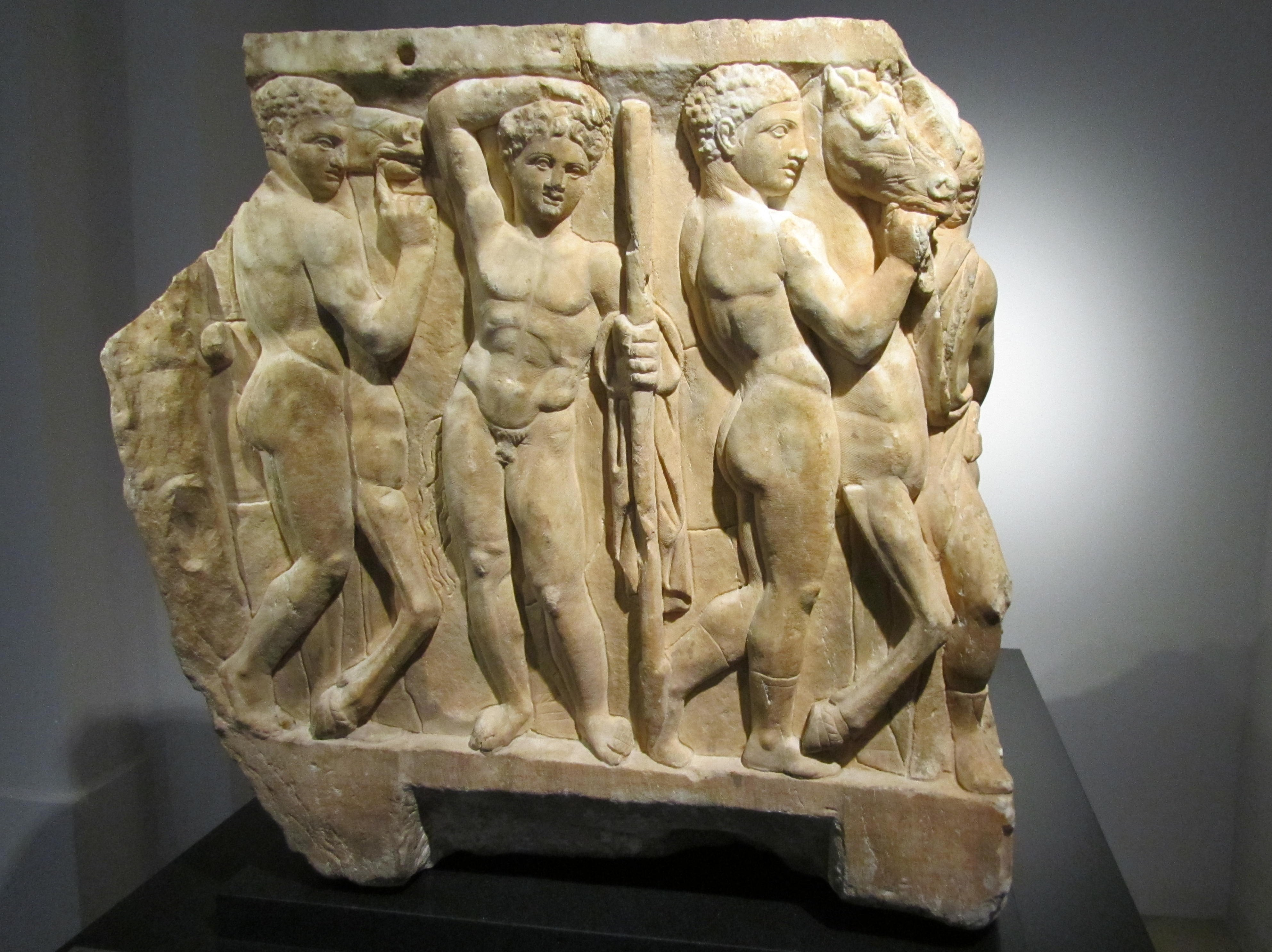
Frammento di sarcofago attico, III secolo
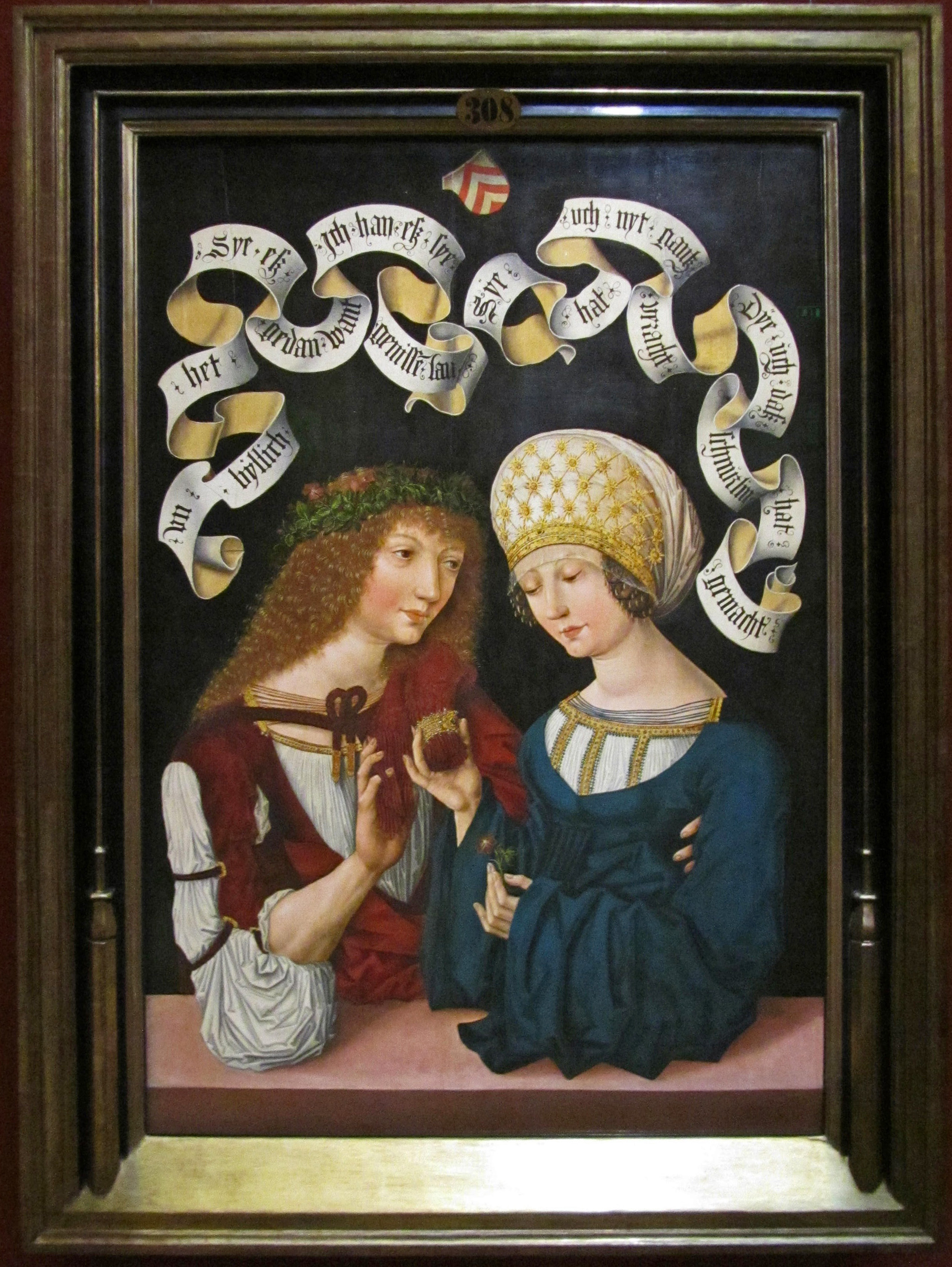
Amanti di Gotha, 1480
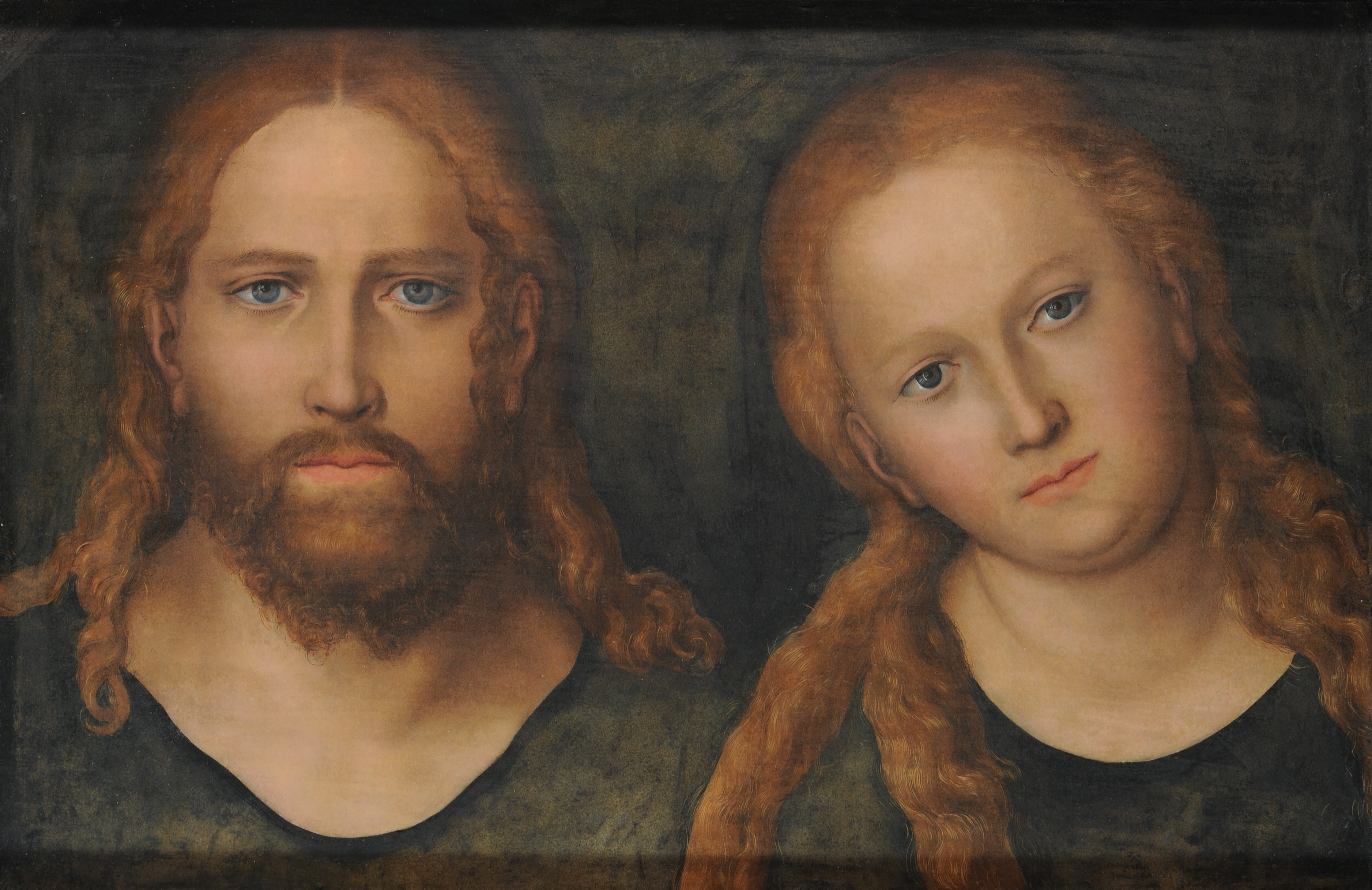
Cristo e Maria Maddalena, Lucas Cranach il Vecchio, 1516-20
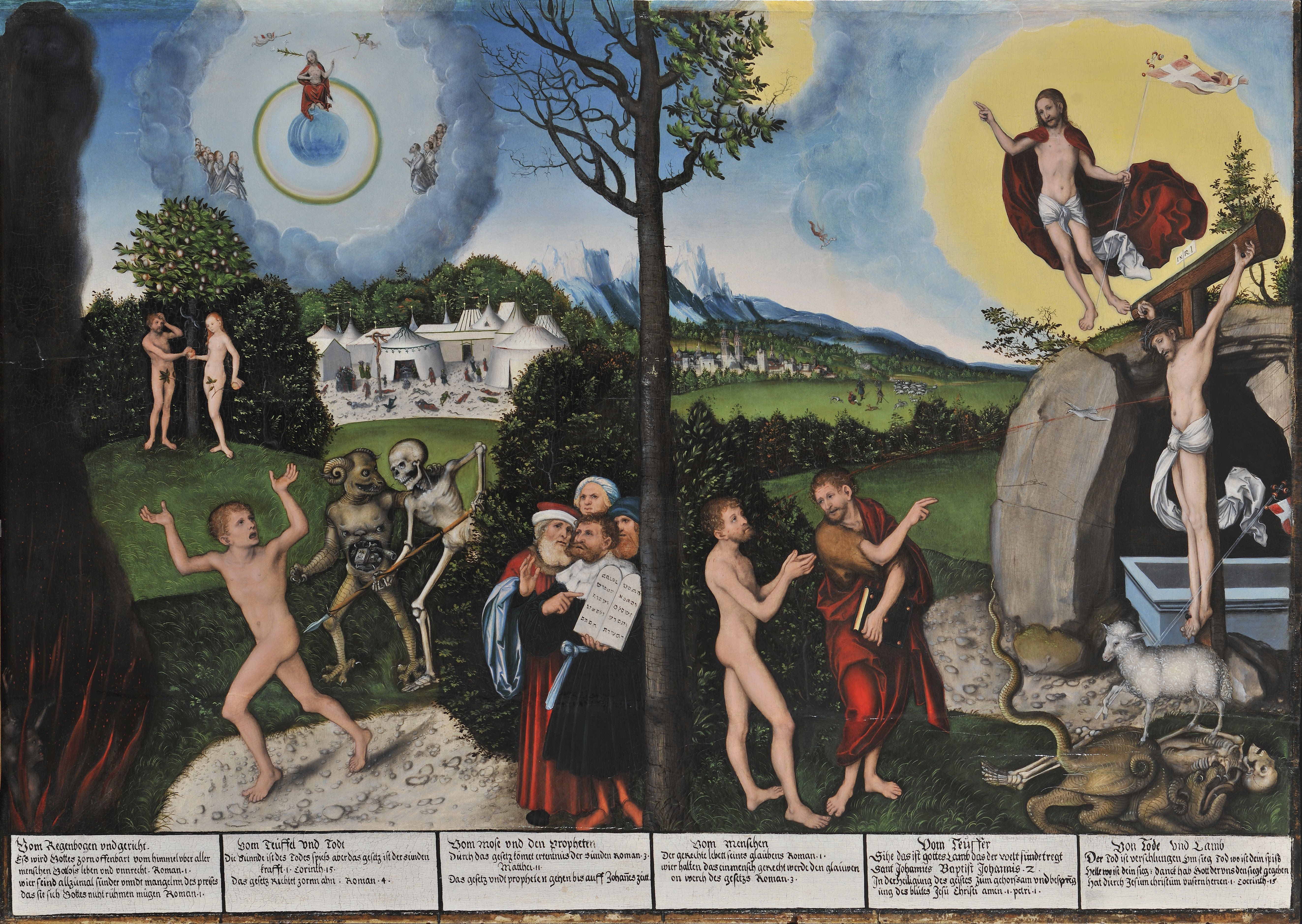
Dannazione e redenzione, Lucas Cranach il Vecchio, 1529
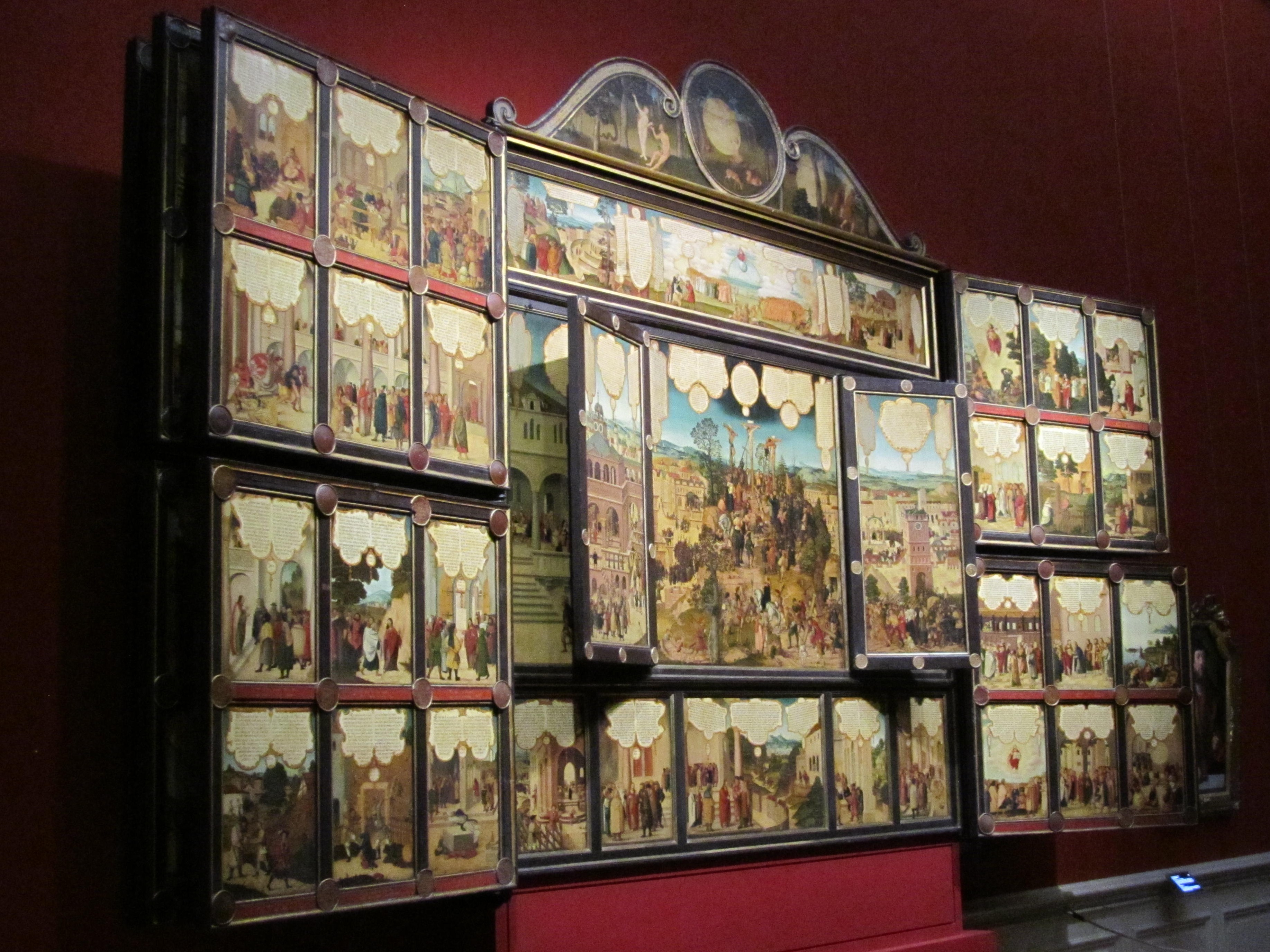
Pannello dell'altare di Gotha, 1540
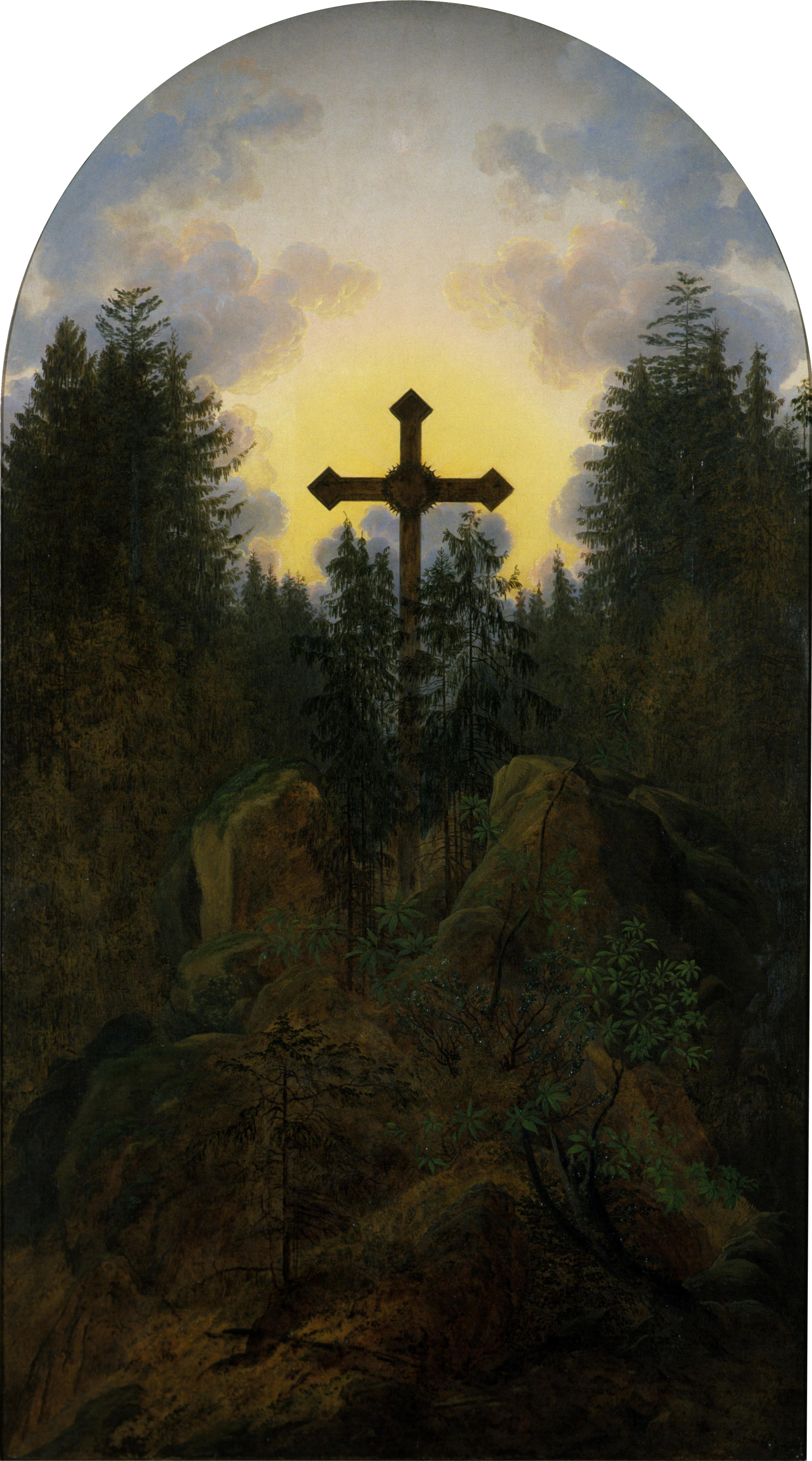
Croce in montagna, Caspar David Friedrich, 1823
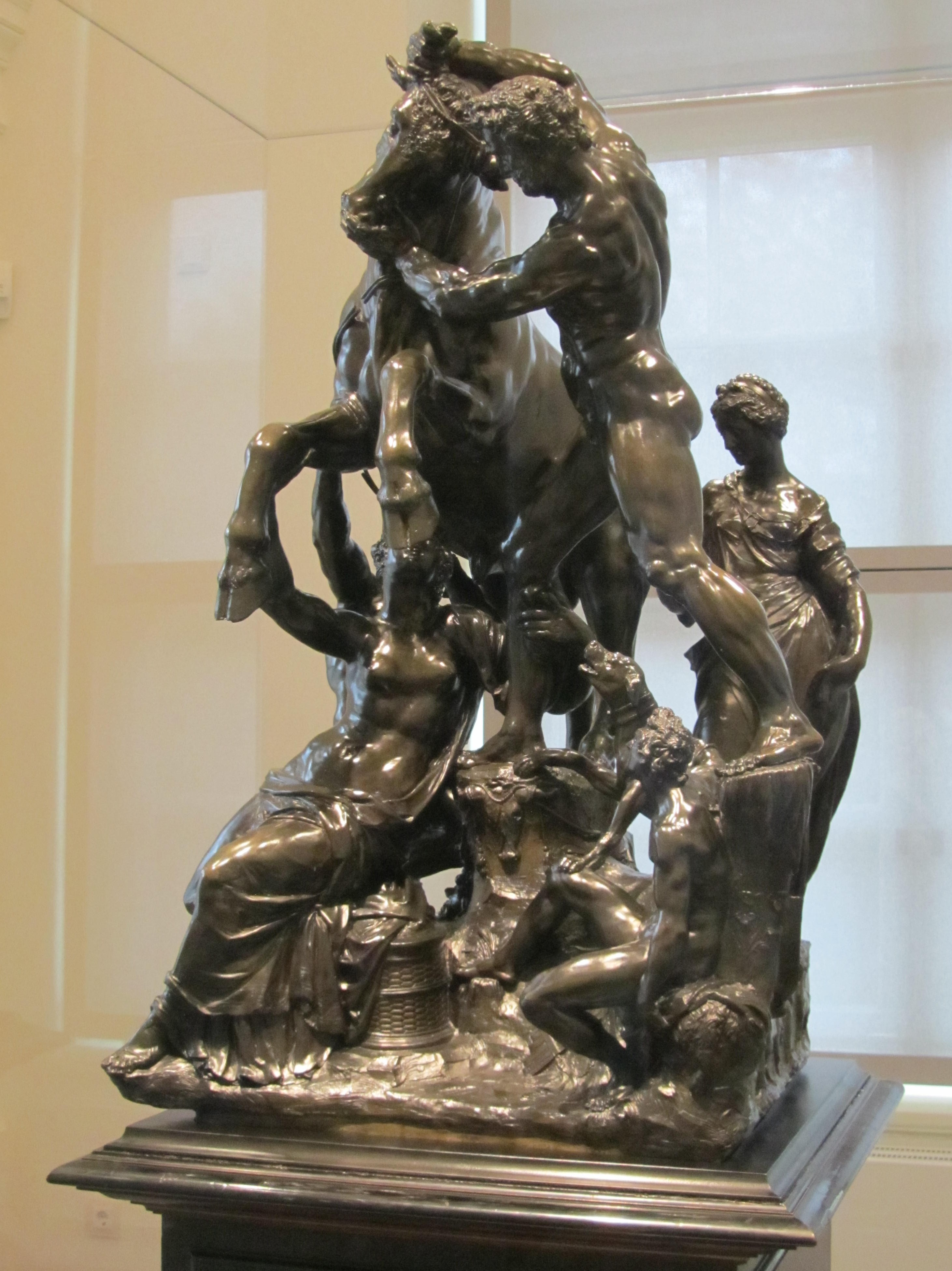
Toro Farnese, 1614
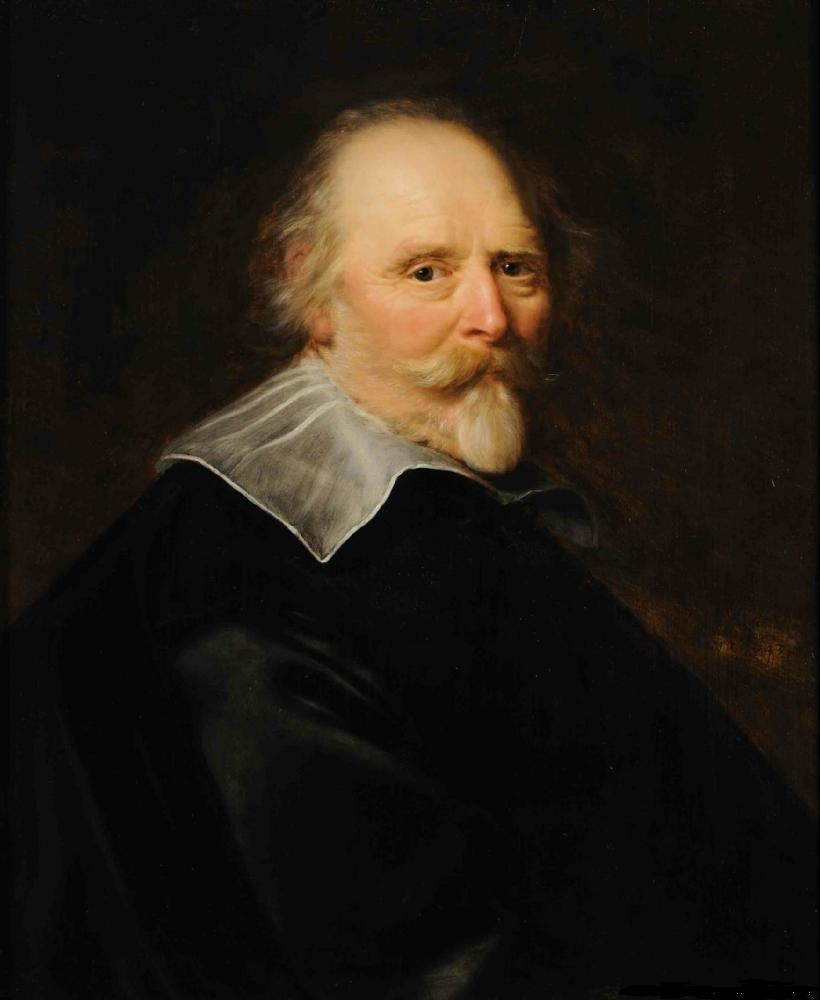
Ritratto di un uomo sconosciuto, Abraham de Vries, 1643
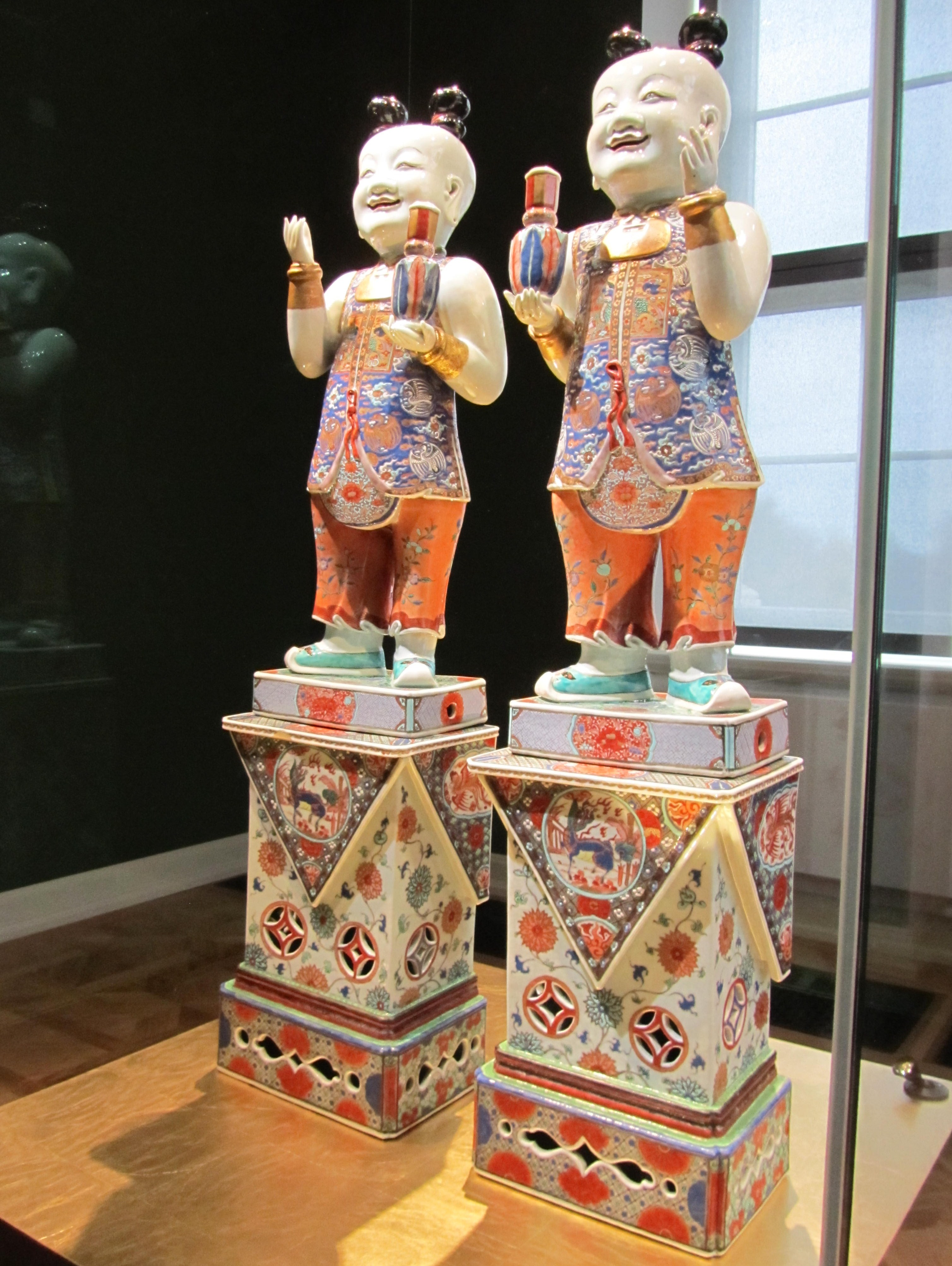
Geniuses of Harmony and Harmony, Cina, intorno al 1700
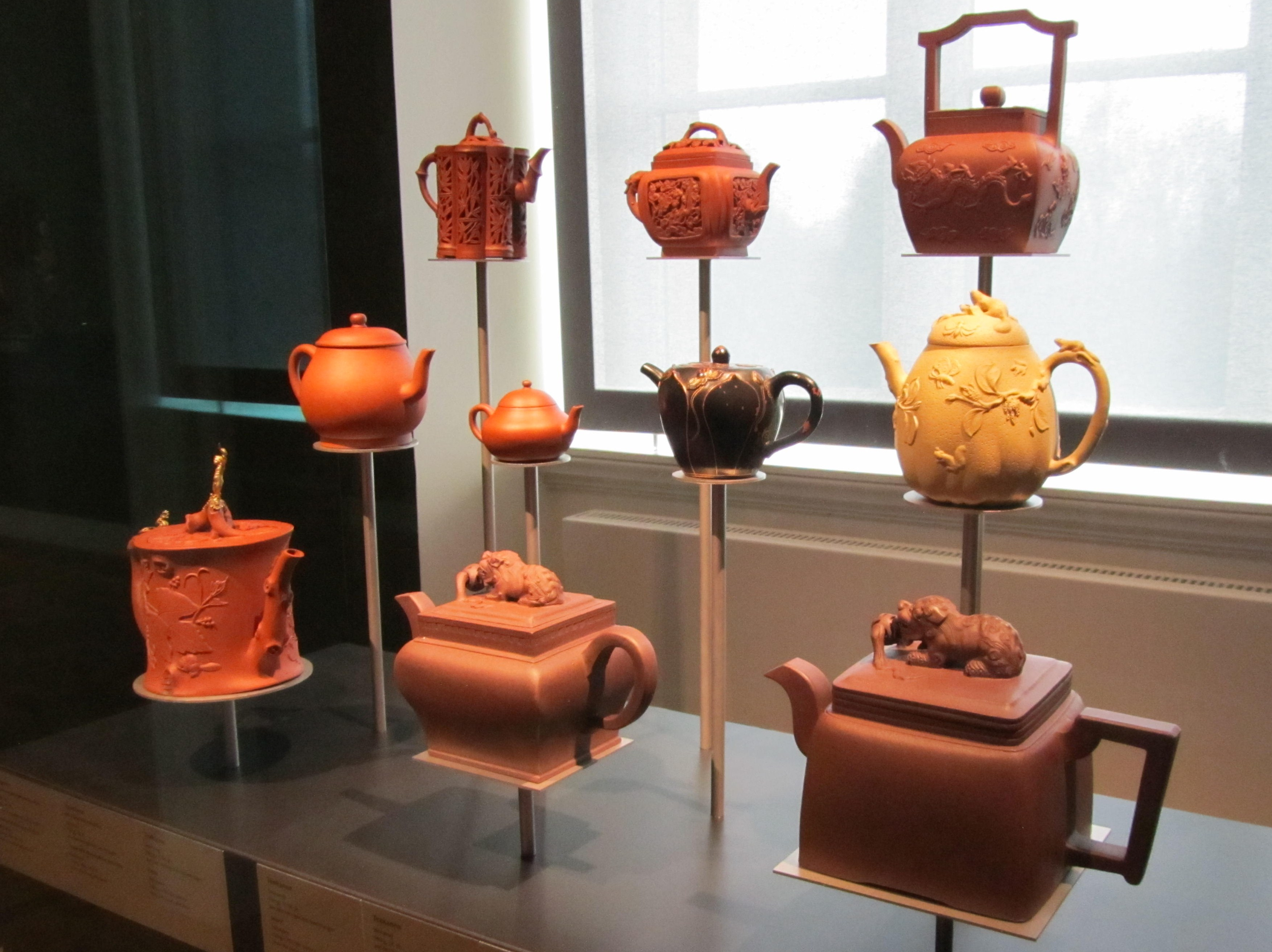
Teiere Yixing, XVIII sec .
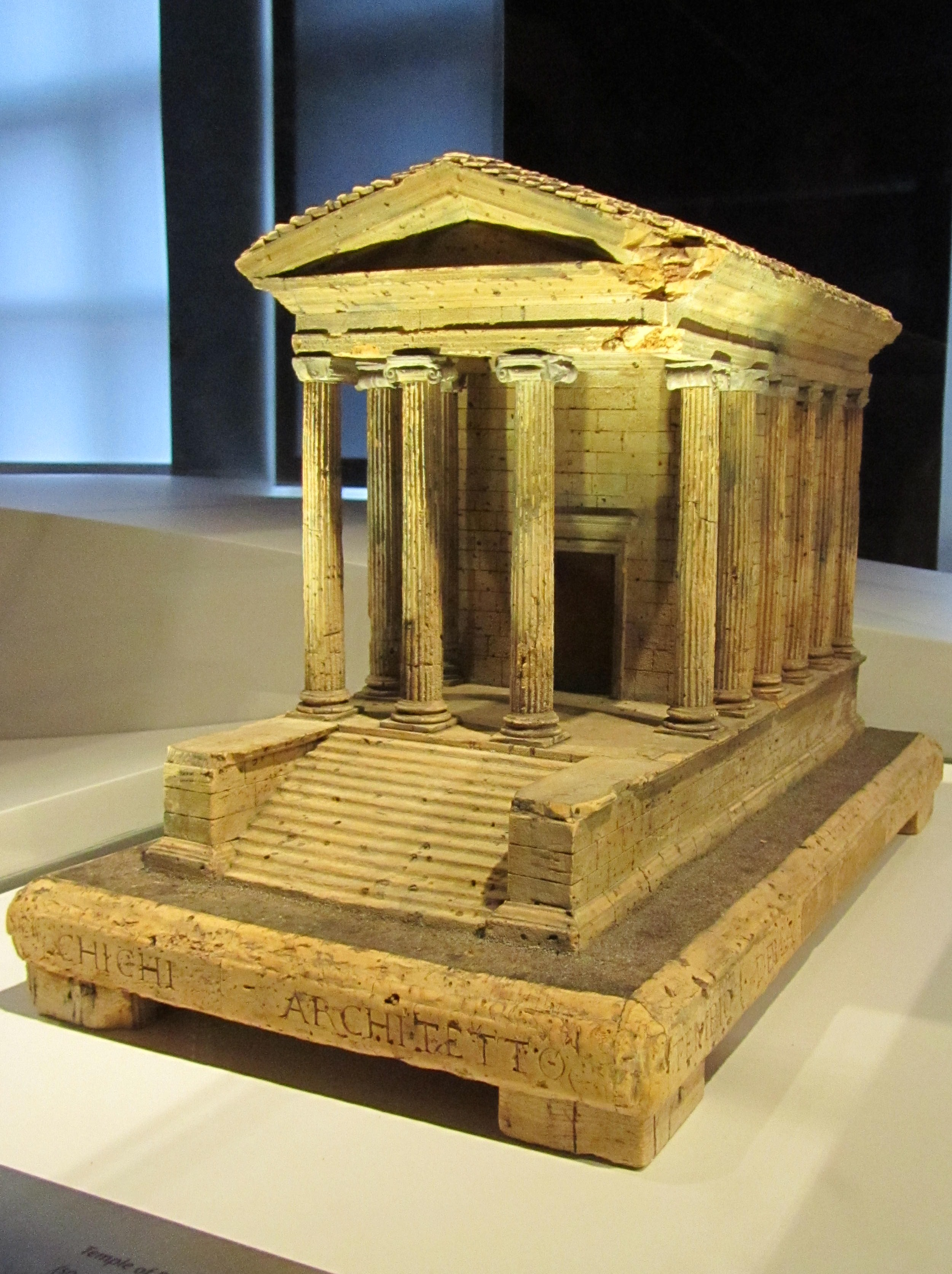
Tempio di Portunus, modello in sughero, XVIII secolo
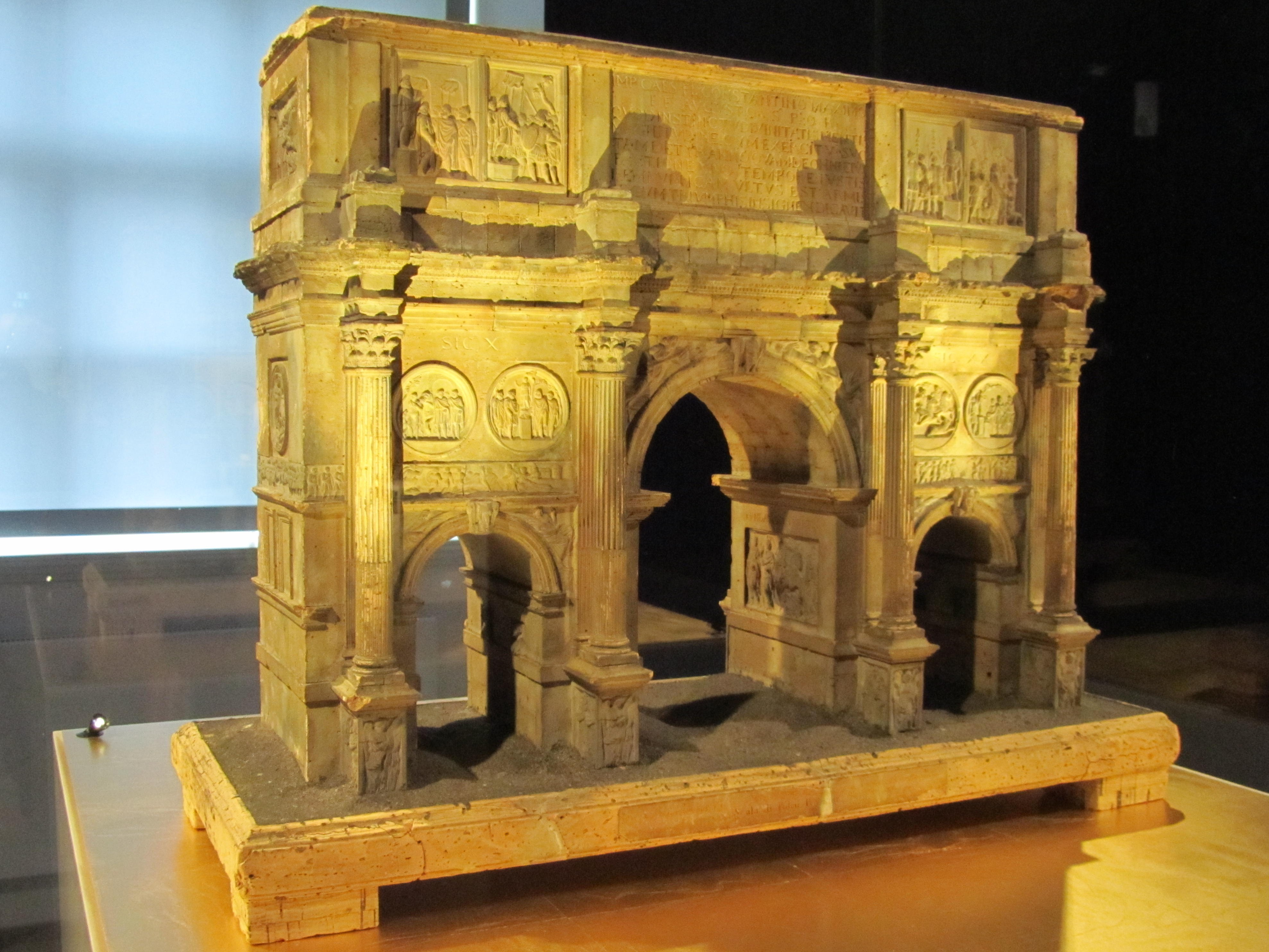
Arco di Costantino, modello in sughero, XVIII secolo

## Architettura

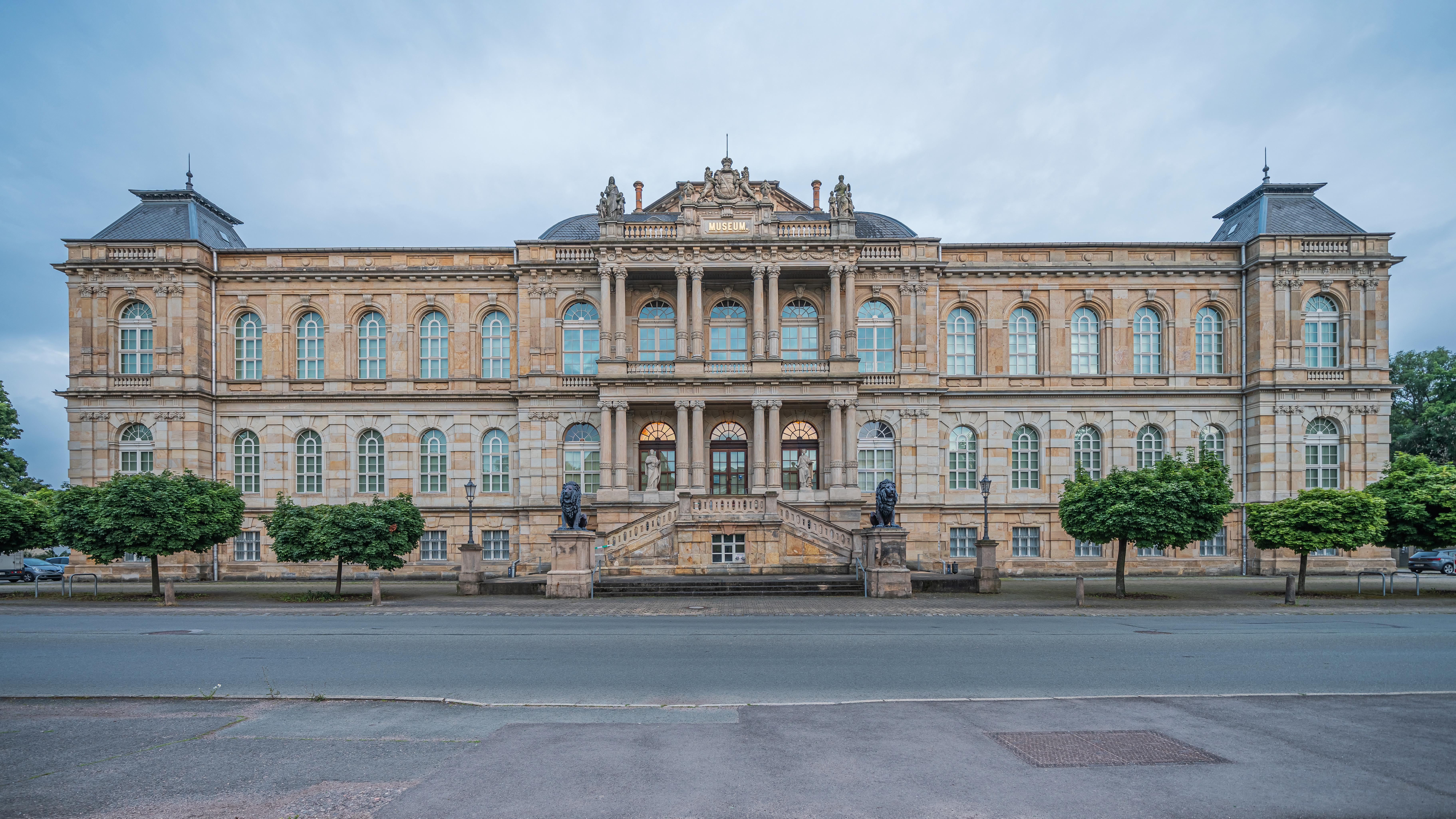
Il Museo Ducale Gotha visto da nord

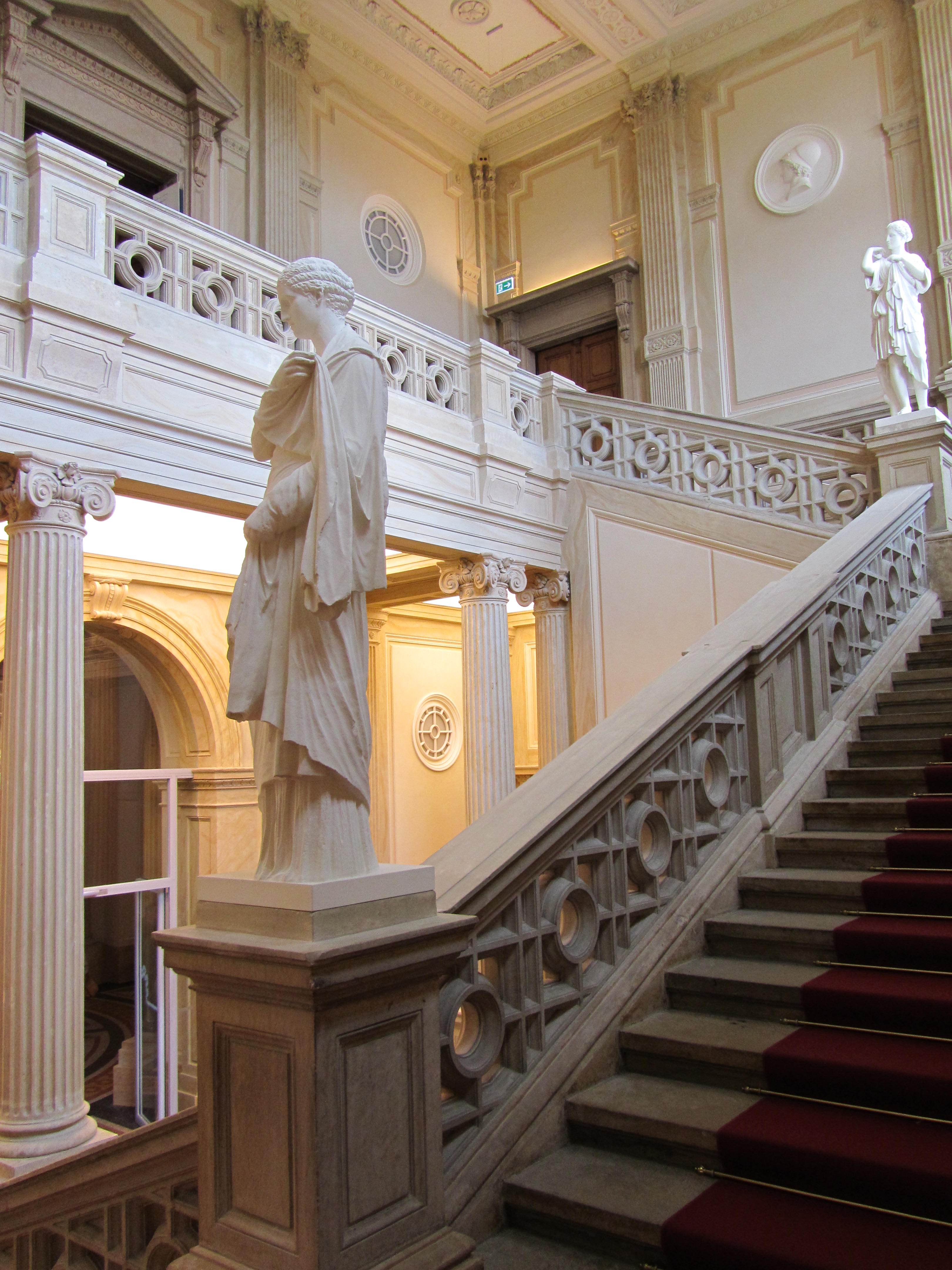
La tromba delle scale

Il progetto di Franz von Neumann era basato su nuovi edifici museali esistenti dalla prima metà del XIX secolo, ma allo stesso tempo aveva anche realizzato proprie idee, che a loro volta divennero innovative per gli edifici successivi. Versailles è stata sicuramente l'ispirazione più importante per il disegno della facciata. La muratura è costituita principalmente da arenaria Seeberger, e in parte pietre di Pirna di Sassonia. La parte centrale è particolarmente enfatizzata da una cupola di vetro nel mezzo dell'edificio, dall'ingresso principale rappresentativo e dal disegno a padiglione degli angoli. Due leoni seduti, modellati dallo scultore Franz Melnitzky, sui gradini e due statue allegoriche di arenaria nel portale d'ingresso, accolgono il visitatore. Agli angoli dell'attico ci sono gruppi di figure che simboleggiano l'arte e la scienza.
All'interno, il percorso conduce alle sale e alle vetrine attraverso un magnifico vestibolo chiaramente strutturato. Il marmo italiano e un mosaico di pietra multicolore determinano il quadro generale della sala. Ci sono una serie di vetrinette di piccole dimensioni nel seminterrato, sopra il quale ci sono due ampie sale a pilastri inondate di luce, e sui lucernari del piano superiore, che a loro volta sono circondati da vetrine. La cupola in vetro è costruita su un ottagono centrale, al centro del quale c'è una scultura in bronzo, a grandezza naturale, di Ernesto II nei panni di un cavaliere dell'Ordine della Giarrettiera, che fu progettata dallo scultore Christian Behrens nel 1882.

## Altro
L'edificio è di proprietà della città e il museo è gestito dalla Fondazione Schloss Friedenstein Gotha, che esiste dal 2004. Martin Eberle è direttore della fondazione dal 2007.